# Mayvelis Martínez Adlum
Mayvelis Martínez Adlum (ur. 12 czerwca 1977 na Kubie) – kubańska siatkarka, reprezentantka kraju, występująca na pozycji przyjmującej.
Wraz z reprezentacją Kuby zdobyła brązowy medal olimpijski w 2004. Przed przyjazdem do Polski występowała w rumuńskim CSU Medicina CSȘ Târgu Mureș. W sezonie 2010/2011 grała w PlusLidze Kobiet w drużynie Sandeco EC Wybrzeże TPS Rumia. Od nowego sezonu będzie grała w KS Pałacu Bydgoszcz.

## Kluby
- Ciudad de Habana
- Metal Galați (2008/2009)
- CSU Medicina CSȘ Târgu Mureș (2009/2010)
- Sandeco EC Wybrzeże TPS Rumia (2010/2011)
- KS Pałac Bydgoszcz (2011/2012)

## Osiągnięcia
- 2004 – brązowy medal Igrzysk Olimpijskich
- 2004 – srebrny medal Grand Prix